# Карабулак (приток Чилика)
Карабула́к (Карабулак II; каз. Қарабұлақ; в верхнем и среднем течении — Шыгыс-Карабулак, Восточный Карабулак, Карабулак Восточный; каз. Шығыс Қарабұлақ) — река в Казахстане, течёт по территории Кегенского района на юго-востоке Алматинской области. Правый приток среднего течения Чилика.
Длина реки составляет 22 км или, согласно другим данным, 28 км, из которых: 16 км приходится на правую составляющую — Шыгыс-Карабулак и 12 км — на Карабулак. Площадь водосборного бассейна — 92 км².
Карабулак начинается около вершины высотой 3787 м, посреди северных отрогов хребта Кунгей-Алатау. В верховье преобладающим направлением течения является северо-восток, в среднем — север, в нижней половине течёт в основном на северо-запад. При пересечении одноимённого села в нижнем течении сливается с Батыс-Карабулаком (Западным Карабулаком). Впадает в Чилик по правому берегу в 112 км от его устья, около горы Майнак (высотой 1553 м).